# Jalon (landmeten)

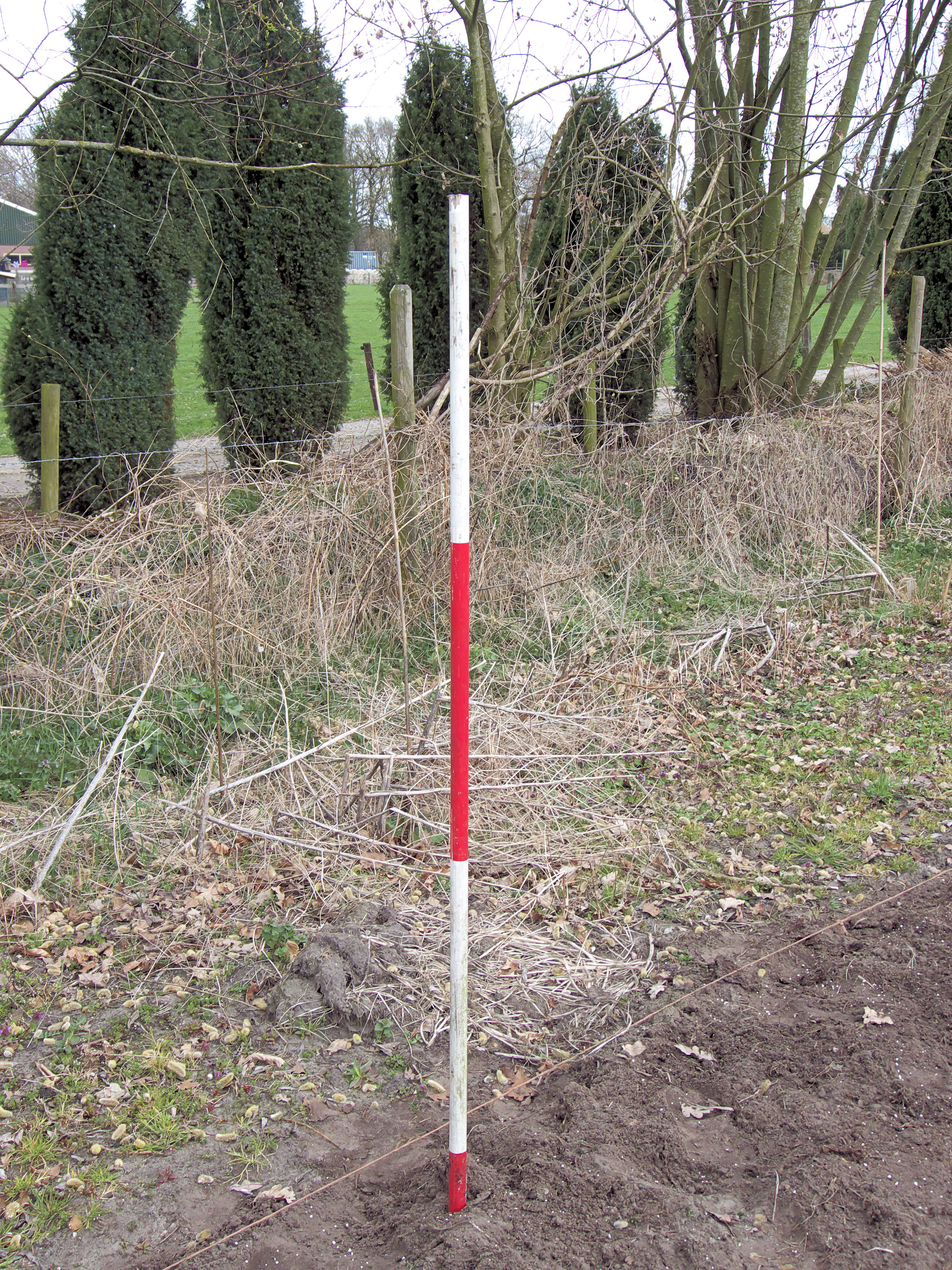
Jalon

Een jalon is een ronde rood-witte stok met stalen punt, gebruikt bij het landmeten.
Een jalon dient om punten op de grond duidelijk zichtbaar te maken en ervoor te zorgen dat deze als het ware in één vlak, het zichtvlak van de landmeter komen te liggen. Bij deze punten moet men denken aan het begin en eind van een meetlijn en het snijpunt van lijnen, bijvoorbeeld de verlengde van muren en de meetlijn. Een jalon moet daarom loodrecht t.o.v. de aarde staan. Dit kan met behulp van een jalonrichter.
Jalons zijn (precies) 2 meter lang en zijn beschilderd met afwisselend rode en witte banen. Deze stukken hebben een lengte van 20, 25 of 50 cm. Jalons hebben een rode of een witte kop. Aan de onderzijde bevindt zich een metalen punt.
Vanwege het gebruik voor meet- en uitzetdoeleinden moet een jalon (absoluut) recht zijn en moet de punt precies in het midden zitten.